# Stanislav Bacílek
Stanislav Bacílek (13. listopadu 1929, Kladno – 26. března 1997 tamtéž) byl československý hokejový obránce, reprezentant a olympionik, který patřil v padesátých letech mezi základní pilíře reprezentace. Vrcholově se věnoval rovněž fotbalu.

## Hokejová kariéra
Byl odchovancem kladenského hokeje, mateřskému klubu pomohl k postupu do nejvyšší soutěže a v roce 1959 k zisku prvního titulu mistra Československa.
Hrál na sedmi mistrovstvích světa, v padesátých letech, která nebyla příliš bohatá na medaile, vybojoval třikrát bronz: v letech 1955, 1957 a naposled v roce 1959, kde se během turnaje zranil, ale tým i bez něj a dalšího klíčového obránce Františka Tikala bronz vybojoval.
Bez medaile odjížděl v letech 1954, 1956 (v rámci zimní olympiády v Cortině d'Ampezzo 5. místo), 1958 a v roce 1953, kdy československé mužstvo odstoupilo a jeho výsledky byly anulovány.

## Fotbalová kariéra
V nejvyšší soutěži nastupoval v ročnících 1949 a 1957/58 za Kladno a v sezoně 1954 za Křídla vlasti Olomouc, aniž by skóroval.

## Ocenění
23. června 1998 obdržel čestné občanství města Kladna, v roce 2010 byl uveden do Síně slávy českého hokeje, v roce 2014 do Síně slávy kladenského hokeje.